# Archidiocèse de Vitória da Conquista
L'archidiocèse de Vitória da Conquista (en latin, Archidioecesis Victoriensis de Conquista) est une circonscription ecclésiastique de l'Église catholique au Brésil.
Son siège se situe dans la ville de Vitória da Conquista, dans l'État de Bahia.
Depuis février 2025, le siège de l'archevêché est occupé par Vítor Agnaldo de Menezes (pt).